# Listă de scriitori marocani
- Muhammad Barrada (1938-)
- Mohamed Choukri (1935-2003)
- Driss Chraïbi (1926-2007)
- Abdelkebir Khatibi (1938-)
- Mohammed Khaïr-Eddine (1941-)
- Laila Lalami (1968-)
- Edmond Amran El Maleh (1917-)
- Ahmed Sefrioui (1915-2004)
- Mohamed Zafzaf (1942-2001)